# Cantone di Las Naves
Il cantone di Las Naves è un cantone dell'Ecuador che si trova nella provincia di Bolívar.
Il capoluogo del cantone è Las Naves.